# Malin Head

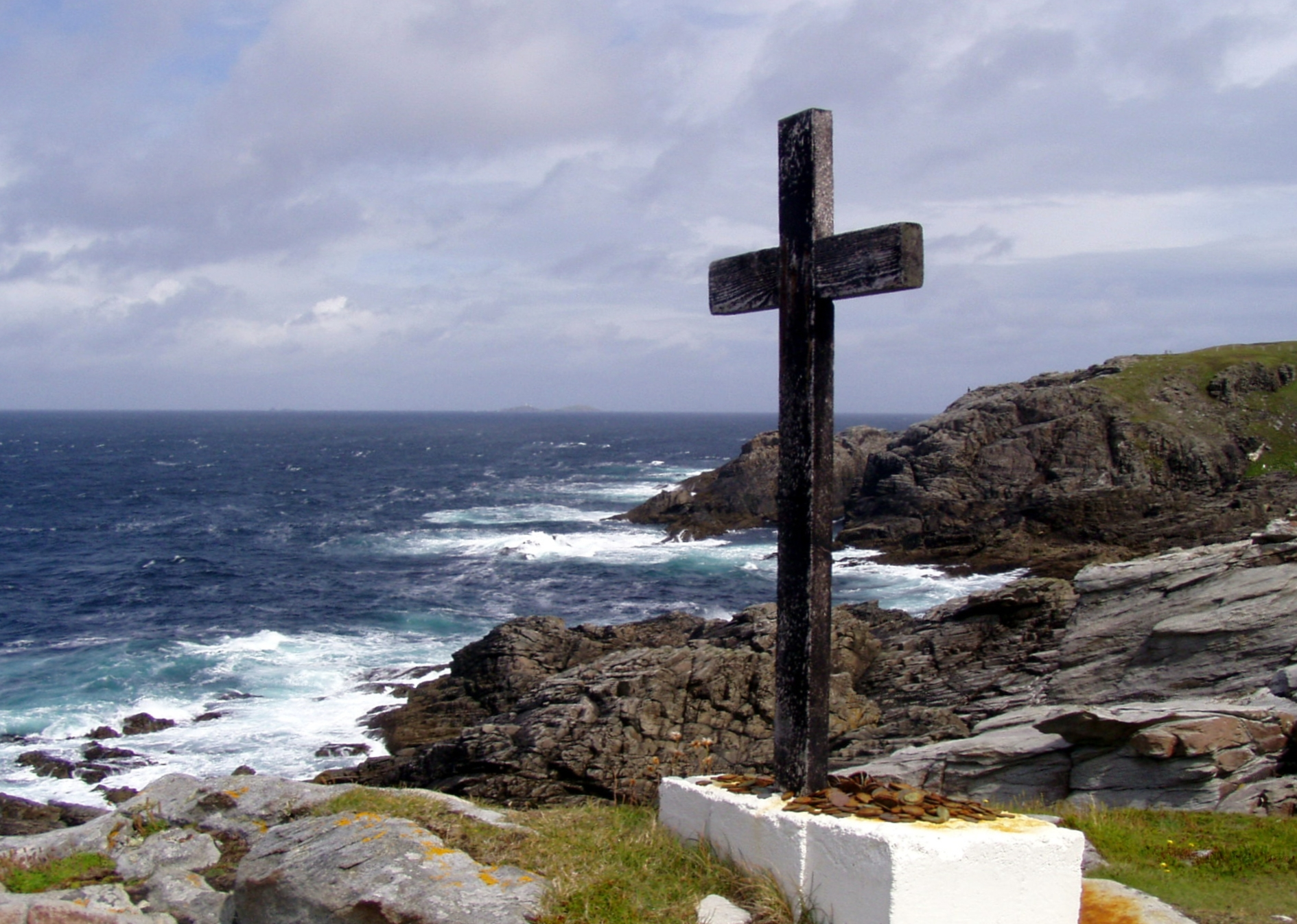
Malin Head

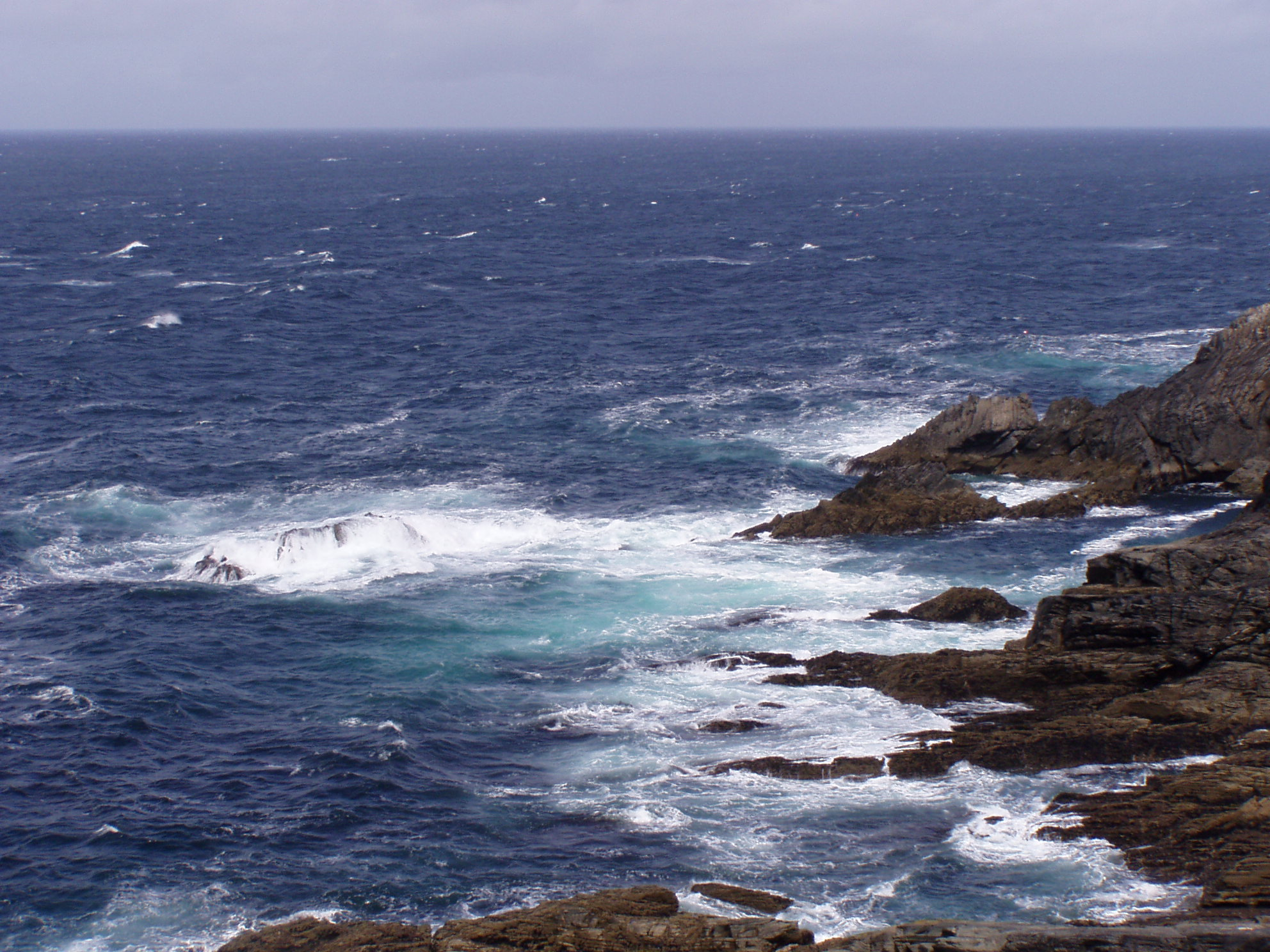
Malin Head

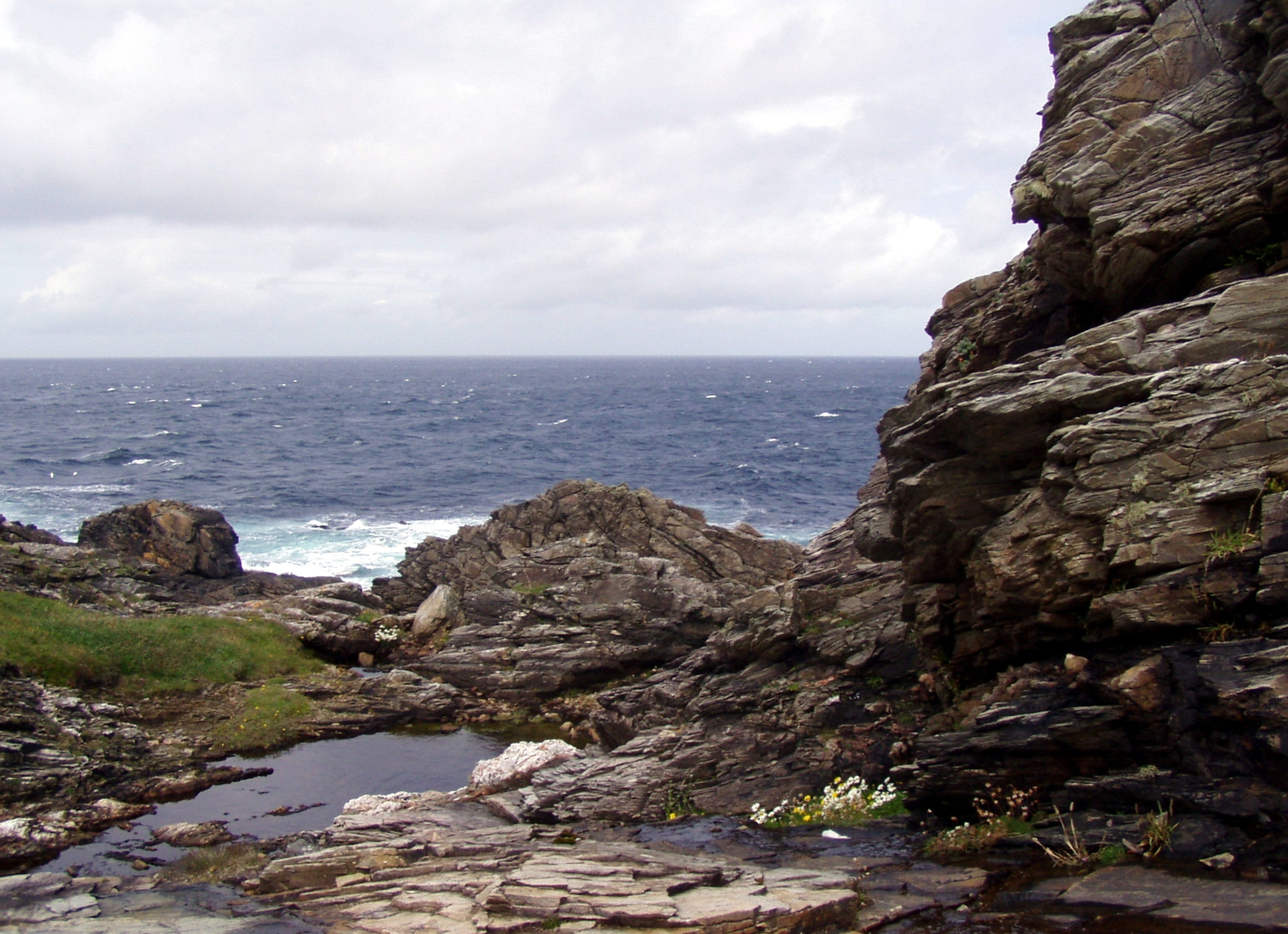
Malin Head

Przylądek Malin Head (irl. Cionn Mhálanna), w Hrabstwie Donegal, w Irlandii, jest najbardziej wysuniętym na północ punktem na wyspie Irlandii. Znajduje się na półwyspie Inishowen.
Znajduje się tam również stacja meteorologiczna.